# 原土庫庄役場
原土庫庄役場，為建於日治時期1934年的虎尾郡土庫街行政辦公中心。2013被登錄為雲林縣歷史建築，2015年修復完畢。

## 介紹
土庫地區原屬於嘉義廳土庫支廳，在1920年的行政區劃改制為州廳後，成為臺南州虎尾郡土庫庄，1943年升格為土庫街。土庫庄役場於1934年竣工，在升格後改為土庫街役場。戰後作為土庫鎮公所，直到鎮公所於2002年搬至新大樓後閒置。其在2013年被登錄為雲林縣歷史建築，修復工程於同年底開工，2015年完工。

## 建築特色
原土庫庄役場位於路口轉角處，為加強磚造結構的和洋折衷樣式建築。其主要出入口置於西側及西北斜角，平面呈不對稱的ㄇ字型，西側靠中山路測較長，屋脊也較高，在內側三面設有迴廊。